# 英德拉系統
英德拉系統（Indra Sistemas, S.A.，西班牙語發音：[ˈindɾa sisˈtemas]）是一家西班牙信息技術和防衛系統公司。其名稱其實是來自印度教神祇因陀羅。很大一部份收入都來自以欧美为主的國際市場。

## 外部連結
- 官方网站
- Google Finance page on Indra